# Jaana Ronkainen
Jaana Ronkainen (* 22. November 1965 in Oulu) ist eine ehemalige finnische Judoka. Sie war Europameisterin 1989 und erkämpfte außerdem einmal Silber und einmal Bronze bei Europameisterschaften.

## Sportliche Karriere
Bis 1984 kämpfte Ronkainen im Superleichtgewicht, der Gewichtsklasse bis 48 Kilogramm. Bei den Europameisterschaften 1982 in Oslo gewann sie eine Bronzemedaille hinter der Britin Karen Briggs und der Italienerin Anna De Novellis. Im Jahr darauf belegte sie den fünften Platz bei den Europameisterschaften 1983 in Genua, im Kampf um Bronze unterlag sie der Deutschen Birgit Friedrich. 1984 war Ronkainen Fünfte bei den Weltmeisterschaften in Wien, wo sie den Kampf um Bronze gegen die Australierin Julie Reardon verlor.
Von 1985 bis 1991 trat Jaana Ronkainen im Halbleichtgewicht an, der Gewichtsklasse bis 52 Kilogramm. Bei den Europameisterschaften 1985 in Landskrona verlor sie den Kampf um Bronze gegen Edith Hrovat aus Österreich. 1986 war sie Siebte der Weltmeisterschaften in Maastricht. Ebenfalls den siebten Platz belegte sie im Jahr darauf bei den Europameisterschaften 1987 in Paris. 1988 erreichte sie bei den Europameisterschaften in Pamplona das Finale und verlor gegen die Italienerin Alessandra Giungi. Im gleichen Jahr gewann sie eine Bronzemedaille bei den Weltmeisterschaften der Studierenden. 1989 fanden die Europameisterschaften in Helsinki statt. Jaana Ronkainen bezwang Tatjana Gawrilowa aus der Sowjetunion im Achtelfinale, im Viertelfinale gewann sie gegen die Ungarin Katalin Parragh. Nach ihrem Halbfinalsieg gegen die Polin Joanna Majdan gewann sie im Finale gegen die Französin Dominique Brun. Ronkainen gewann vor heimischem Publikum eine von drei Goldmedaillen für Finnland. 1990 belegte sie hinter der Belgierin Christel Deliège den zweiten Platz beim Weltcup-Turnier von Paris. Bei den Europameisterschaften 1990 belegte sie den siebten Platz, 1991 in Prag war sie noch einmal Fünfte.
Ronkainen gewann zehn finnische Meistertitel:
- Superleichtgewicht: 1981, 1982, 1983
- Halbleichtgewicht: 1985, 1986, 1987, 1988, 1989
- Leichtgewicht: 1991, 1992